# José Luis Salgado
José Luis Salgado Gómez (3 d'abril de 1966) és un exfutbolista mexicà.

## Selecció de Mèxic
Va formar part de l'equip mexicà a la Copa del Món de 1994. Un cop retirat fou entrenador.